# Баркер, Герберт Аткинсон
Сэр Герберт Аткинсон Баркер (англ. Sir Herbert Atkinson Barker; 21 апреля 1868, Саутпорт — 21 июля 1950) — английский костоправ, остеопат и мануалист, лечивший, среди прочих, профессиональных спортсменов. Имел медицинскую степень, но прославился в качестве практика нетрадиционной медицины и борца за её признание наравне с традиционной. В конечном итоге в 1922 году его заслуги были признаны и он стал кавалером ордена Британской империи (офицерской степени) и получил титул — сэра.

## Биография

### Происхождение и ранняя жизнь
Герберт Аткинсон Баркер родился 21 апреля 1869 году в Саутпорте. Единственный сын Томаса Уилдмана Баркера (англ. Thomas Wildman Barker), который работал солиситёром до того, как получил должность коронера на юго-западе графства Ланкашир. Мать — Агнес Аткинсон (англ. Agnes Atkinson). Оба его родителя умерли, когда Герберт был ещё ребёнком. Получил образование в гимназии города Киркби Лонсдейл, а после отправился в Канаду, чтобы подлечить здоровье. По возвращении из Канады Герберт стал учеником своего двоюродного брата, Джона Аткинсона, костоправа из Парка Лейн.

### Медицинская практика
В 1905 году в возрасте 21 года Герберт начал свою персональную костоправную деятельность. Он успешно практиковал в Манчестере и Глазго, а после этого переехал и начал работать в одном из районов Лондона. В 1906 году к нему присоединился доктор и анастезиолог Фредерик Аксам (англ. Dr F W Axham), который осознавая профессиональный риск такой деятельности, убедил Герберта в необходимости анестезии.
Со временем, чтобы прославить своё имя и приобрести новых клиентов Баркер заключил пари с газетой «Daily Express» на сумму в 1000 фунтов стерлингов. Суть спора заключалась в том, что он возьмётся за лечение восьми пациентов, которых хирурги не смогли вылечить и в случае неудачи хотя бы в одном из случаев — потеряет вложенные деньги. Результаты его лечения должны были оценить двое независимых врачей. В конечном итоге в семи случаях он смог полностью вылечить пациентов, а последнему, восьмом, значительно облегчить заболевание. Как и прежде, во время манипуляций ему помогал анастезиолог Аксам. Однако, несмотря на результаты и привлечения внимания общественности — практику костоправов отказывались признать наравне с традиционной медициной. В ответ на это в 1906 году Баркер написал открытое письмо президенту Королевской коллегии хирургов Англии, в котором ставил себя рядом со знаменитыми врачами того времени Харви Уайт и Джеймсом Янгом Симпсоном. В нём он выражал уверенность в том, что ещё при его жизни принципы манипулятивной хирургии будут приняты в каждой медицинской школе и преподаваться компетентными профессорами. Среди наиболее известных его пациентов были: кошка принцессы Марии Луизы Шлезвиг-Гольштейнской; Герцог Сазерленд; Огастес Джон, Чарльз Бересфорд, жена Бернарда Шоу, дочь сэра Дерек Кеппелл и многие другие. Определённый интерес Герберт проявлял к диагностике и лечению спортивных травм. Некоторое время он посвятил себя лечению футболистов занимался футболистами из Бристоль Сити, Куинз Парк Рейнджерс, Портсмута, Эвертона, Норвича, Вест Бромвича Альбиона, Фулхэма и Манчестер Сити. Помимо этого он также лечил боксеров и регбистов. Кроме того, среди его пациентов были даже считавшиеся «ортодоксальными» врачи, такие как сэр Гарри Эдвин Брюс Брюс-Портер (англ. Harry Edwin Bruce Bruce-Porter) и Фрэнк Колли (англ. Frank Collie). Последний, к слову, в 1922 году стал ассестирующим анестезиологом Беркера, после того, как Аксам вышел на пенсию. Герберт никогда не брал платы за лечение с врачей или членов их семей. 19 ноября 1921 года сразу три газеты «Daily Mail», «The Star» и «Daily News» опубликовали статью о том, что премьер-министр Ллойд Джордж получил письма-прошения от покровителей Баркера сэра Генри Моррис, сэра Альфреда Даунинга Фриппа, сэра Уильям Арбутнот Лане и сэра Гарри Эдвина Брюс Брюс-Портер о признании законной деятельность и заслуг Баркета. На следующий, 1922 год во время празднования дня рождения королевы Великобритании он был удостоен рыцарского титула и приставки «сэр» к имени.
Вскоре он ушел из регулярной практики, а затем провел большую часть своего времени на континенте, а также Нормандских островах. В 1936 году Баркер был приглашен для демонстрации своего мастерства перед Британской ортопедической ассоциацией в больнице Святого Томаса. В 1941 году он был выбран в качестве манипуляционного хирурга в больницу Нобла на острове Мэн. Умер в 1950 году.